# مجلس ملی پاپوآ گینه نو
مجلس ملی پاپوآ گینهٔ نو قوهٔ مقننهٔ تک‌مجلسی کشور پاپوآ گینهٔ نو است. مجلس در ۱۹۶۴ زمانی که پاپوآ گینهٔ نو هنوز مستعمرهٔ استرالیا بود، تحت عنوان مجلس شورای پاپوآ گینهٔ نو آغاز به کار کرد اما پس از استقلال کشور در ۱۹۷۵ به مجلس ملی تغییر نام یافت.
صد و یازده عضو مجلس به مدت ۵ سال به نمایندگی برگزیده می‌شوند. ۸۹ نفر آنان از حوزه‌های انتخابیهٔ تک‌کرسی، و ۲۲ نفر دیگر از هر یک از ۲۰ استان و یک منطقهٔ خودمختار و یک منطقهٔ ویژهٔ پایتختی به مجلس راه می‌یابند. نمایندگان حوزه‌های استانی به‌طور خودکار فرماندار همان استان نیز خواهند بود مگر آنکه صاحب منصب وزارت شوند. در این صورت، منصب فرمانداری به یکی از نمایندگان همان استان خواهد رسید.
نظام انتخاباتی مورد استفاده از ۱۹۶۴ تا ۱۹۷۷ ترجیحی بود. از ۱۹۷۷ تا ۲۰۰۲ از نظام نخست‌گزینی استفاده شد. از ۲۰۰۷ به این سو دوباره از نظام ترجیحی رأی بدیل استفاده می‌شود.